# Железничка станица Ластра
Железничка станица Ластра је једна од железничких станица на прузи Београд—Бар. Налази се насељу Бачевци у граду Ваљеву. Пруга се наставља у једном смеру ка Самарима и у другом према Градцу. Железничка станица Ластра састоји се из 3 колосека.

## Повезивање линија
- Пруга Београд—Бар